# Вестфалија
Вестфалија је историјска област на северозападу Немачке. Данас, заједно са територијом некадашње државе Липе-Детмолд, образује источни део немачке савезне државе Северна Рајна-Вестфалија и укључује округе Арнсберг, Детмолд и Минстер.

## Географија
Вестфалија има површину од 21.427 км² где живи око 8,2 милиона становника у регионима: Минстерланд, Текленбургерланд, Источна Вестфалија, Хелвегберде, Зауерланд (без хесенског горја), Витгештајнерланд, Зигерланд, као и вестфалском (средњем и источном) делу Рурске области. Северни део Вестфалије је равница коју прекида Тевтонбуршка шума. На југу су брда и ниже планине (највиши врх је на 843,2 метра). Најзначајније реке су Везер и Емс. 
По језику и традиционалној архитектури Вестфалија припада северној Немачкој. Због вишестолетних веза са Келнском надбискупијом већина становника су католици. 

## Историја
У почетку је Вестфалија (заједно са Ангријом и Истфалијом) улазила у састав кнежевине Саксоније. После раздвајања Саксоније Фридрих Барбароса је у јужном делу њених територија 1180. основао кнежевину Вестфалију. Велики утицај на политички живот Вестфалије имао је надбискуп Келна. Најдраматичније године у историји Вестфалије су биле у периоду појаве Реформације, када су анабаптисти овде основали Минстерску комуну. На крају Тридесетогодишњег рата у Весфалији је закључен мир између католика и протестаната.
Године 1803. кнежевина Вестфалија је остала без владара и присаједињена је Хесену.
После најезде француске војске почетком XIX века кратко време је постојала вазална Краљевина Вестфалија која је обухватала подручја источно од географске Вестфалије. Са поразом Наполеона Вестфалија је 1815. ушла у састав Пруске као провинција Вестфалија. У том статусу је остала до 1946, када је њена територија прикључена новоформираној држави Северна Рајна-Вестфалија.